# Most Yi Sun-sin
Most Yi Sun-sin (korejsko 이순신; handža 대교) je viseči most na južni obali Južne Koreje. Most je del pristopne ceste v industrijskem kompleksu Josu. Je četrti najdaljši viseči most na svetu v smislu njegovega glavnega razpona dolžine 1545 m. V promet je bil spuščen v letu 2012.
Prvotno se je most imenoval Gvangjang, kasneje pa so ga poimenovali po korejskem admiralu Ji Sun-sinu, rojenem leta 1545, ki je zgradil prvo oklepno vojno ladjo na svetu, imenovano Želva in branil državo pred japonsko mornarico v obdobju dinastije Čoson. Nekateri ljudje njegov priimek pišejo napačno kot Lee namesto Ji, a njegovo uradno ime je Ji Sun-greh". Most je zasnovala Yooshin Corporation in zgradila Daelim Industrial Company.
Most prečka vhod v zaliv Gvangjangman (광양만), ki je del Korejskega preliva. Na severnem koncu mostu je ena od največjih jeklarn na svetu, ki jo upravlja POSCO. Na južnem koncu je velika rafinerija nafte.
Za razliko od prejšnjih visečih mostov v Koreji, so inženirji Daelima sami izvedli celoten gradbeni inženiring objekta. Seo, Young Hwa je vodil projekt. Jeong, Seung Wook in Kim, Kyung-Taek sta vodila ekipo inženiringa in ekipo za izgradnjo. Gradbeni inženiring za pilon, kable in nosilce so vodili Baek, Han Sol, Moon, Jong Hoon Jeong in Bong Kyo.
Gradnja se je začela oktobra 2007, da bi dokončali most za Expo 2012. Dva dni pred začetkom World Expo v Yeosu, je bil most odprt 10. maj 2012.
Most je bil finalist za nagrado Outstanding Structure Award 2013.